# Cultura do Paraná
A cultura do Paraná é o conjunto de manifestações artístico-culturais desenvolvidas pelo povo paranaense. É possível observar a cultura local no artesanato, nos costumes, nos hábitos, na culinária, na religiosidade, no folclore, ou seja, nas diferentes maneiras de expressão dos paranaenses.
No começo do período colonial, os hábitos e as lendas dos indígenas redimensionaram a cultura da Europa, principalmente de Portugal e da Espanha. O povo paranaense recebeu, como legado dos indígenas, vários hábitos, como o costume de ingerir plantas herbáceas, erva mate, pinhão, mel, milho, mandioca e tabaco. Depois, os tropeiros colaboraram com o hábito de consumir o chimarrão, o café e o feijão-de-tropeiro. Os africanos trouxeram como legado a feijoada, a cachaça, suas danças e ritos.
Posteriormente, durante o período imperial, os imigrantes europeus, que se estabeleceram, especialmente no sul e leste do Paraná, deixaram manifestações próprias, que se mesclaram à preexistente cultura popular estadual. Tradições estrangeiras como, por exemplo, polonesas, alemãs, ucranianas, libanesas e japonesas, adicionaram-se às manifestações de procedência indígena, africana, lusitana e castelhana, diversificando ainda mais a cultura do Paraná.
Dessa forma, o Paraná constitui uma imensa formação cultural que recebeu influência de grupos que vieram de seus países ou Estados por diversos motivos. Toda essa miscigenação diz respeito à cultura paranaense, representada e manifestada na arquitetura, na literatura, na música e em demais artes cênicas e visuais.

## Composição étnica e paranaenses ilustres

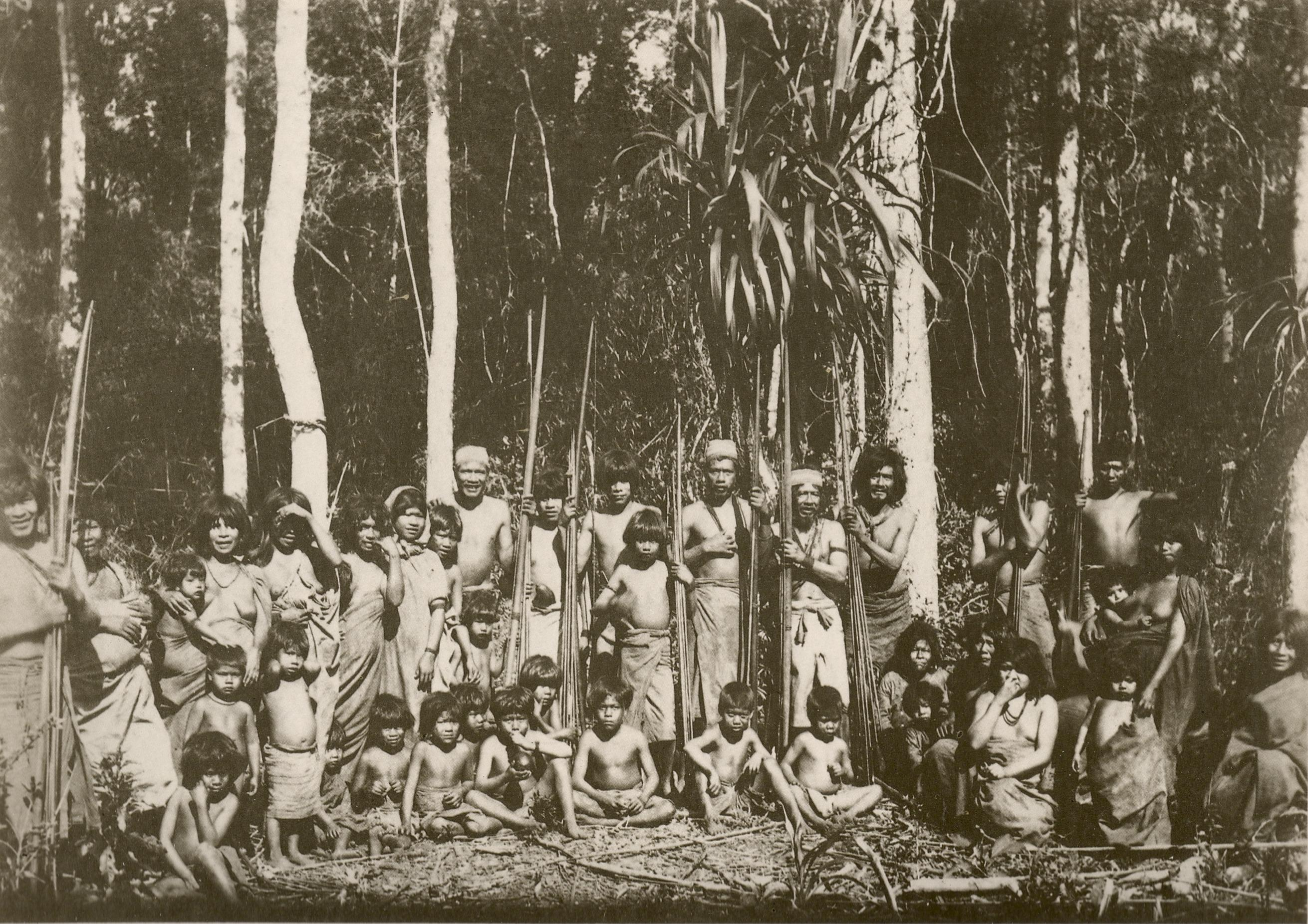
Índios caiouás em 1860, no Paraná. Aos indígenas, o paranaense deve o nome de seu estado e de muitas de suas cidades.

Em sua composição étnica, a cultura do Paraná soma uma abundância de etnias como portugueses, espanhóis, italianos, alemães, neerlandeses, eslavos, poloneses, ucranianos, árabes, coreanos, japoneses, indígenas e africanos, além dos próprios gaúchos, catarinenses, paulistas, mineiros e nordestinos, que colaboraram para o fortalecimento da identidade do povo paranaense.
Entre os principais paranaenses ilustres em diversas áreas pode-se destacar: David Carneiro, um dos mais renomados historiadores brasileiros; os escritores Dalton Trevisan, Laurentino Gomes; Helena Kolody e Paulo Leminski; os cientistas César Lattes, Metry Bacila, João José Bigarella, Riad Salamuni e Newton Freire-Maia, este último mineiro radicado em Curitiba; os médicos Moysés Paciornik, Erasto Gaertner, César Pernetta e Atlândido Borba Côrtes; os professores e educadores Anízio Alves da Silva, inventor do supletivo (atualmente conhecido como Educação de Jovens e Adultos), Sebastião Paraná e Júlia Wanderley; os filósofos Mario Sergio Cortella, Oswaldo Giacóia e Roberto Romano; os jornalistas Fábio Campana, Teresa Urban e Aramis Millarch; os políticos e ex-governadores Roberto Requião de Mello e Silva, Moysés Lupion e Jaime Lerner, também arquiteto e urbanista; os desportistas Vanderlei Cordeiro de Lima, maratonista; Gilberto Amauri Godoy Filho, voleibolista; Natália Falavigna, taekwondista; os futebolistas Deivid Willian da Silva e Dirceu José Guimarães; os cantores Michel Teló, medianeirense; as duplas Nhô Belarmino e Nhá Gabriela; Chitãozinho e Xororó, astorguenses; e Jads e Jadson, catanduvenses; as atrizes Sônia Braga, maringaense; Lala Schneider, iratiense; Grazi Massafera, jacarezinhense; Maria Fernanda Cândido, londrinense; os atores Tony Ramos, araponguense; Ary Fontoura; e Mário Schoemberger, curitibanos, dentre vários outros.

## Movimento paranista e a busca da identidade cultural
A emancipação política do Paraná em 1853 criou a Província do Paraná. Naquela época as cidades paranaenses resumiam-se entre o litoral, região de Curitiba e Campos Gerais. A região era essencialmente rural, com práticas agrícolas e pecuárias como pilares da economia local. Poucas eram conhecidas as representações culturais genuinamente paranaenses, até porque se tratava de um território recém-formado e pouco povoado. Até então a maior parte das representações populares do estado eram de elementos biológicos como, por exemplo, as araucárias e o pinhão, a formação biogeográfica como os campos gerais, além dos planaltos, arenitos, rios e grandes quedas de águas como as Cataratas. Os mitos e as histórias contadas pelo povo se baseavam em personagens como o colono, o tropeiro e o índio.
Após o surgimento da República, em 1889, existiu um movimento no país em busca de uma linguagem que definisse o que era ser brasileiro. No Paraná, o que contribuiu para alimentar essa busca foi o ciclo econômico provocado pela erva-mate nas décadas anteriores e a promessa de um terreno fértil em busca da modernização do estado. Esse cenário foi determinante para se criar um contexto que ajudasse a identificar os elementos da cultura paranaense. Em 1900 foi fundado o Instituto Histórico e Geográfico do Paraná. Essa iniciativa não se dissociava das políticas nacionais e nacionalistas, inserindo-se no projeto de forjar uma história regional aglutinando todas as etnias presentes no estado.
Em 1906 o poeta Domingos Nascimento viajou ao norte do estado e teria chamado os paulistas que viviam naquela região de "paranistas", já que não eram considerados paranaenses. Fazendo referência a essa expressão, em 1927 surgiu o termo "paranismo" em um manifesto publicado pelo político e historiador Romário Martins, um dos líderes do Movimento Paranista. A denominação foi adquirida pelo movimento que conseguiu traduzir essa sensação de pertencimento a todos que viviam no Paraná, mas não tinham nascido no estado, principalmente em uma época de intensa imigração, onde a região recebia milhares de imigrantes e pessoas que vinham de todo o Brasil. Foi criada também em 1927 a revista Ilustração Paranaense. A revista, dirigida por João Batista Grofft, tinha o papel de divulgar o movimento e o desenvolvimento econômico do estado. A Ilustração Paranaense circulou até 1930, ano em que o movimento começou a perder força.
Paranista é todo aquele que tem pelo Paraná uma afeição sincera, e que notavelmente a demonstra em qualquer manifestação de atividade digna, útil à coletividade paranaense. [...] Paranista é aquele que em terras do Paraná lavrou um campo, cadeou uma floresta, lançou uma ponte, construiu uma máquina, dirigiu uma fábrica, compôs uma estrofe, pintou um quadro, esculpiu uma estátua, redigiu uma lei liberal, praticou a bondade, iluminou um cérebro, evitou uma injustiça, educou um sentimento, reformou um perverso, escreveu um livro, plantou uma árvore— Romário Martins em: Paranística. In: A Divulgação. Curitiba 1946, p. 91).

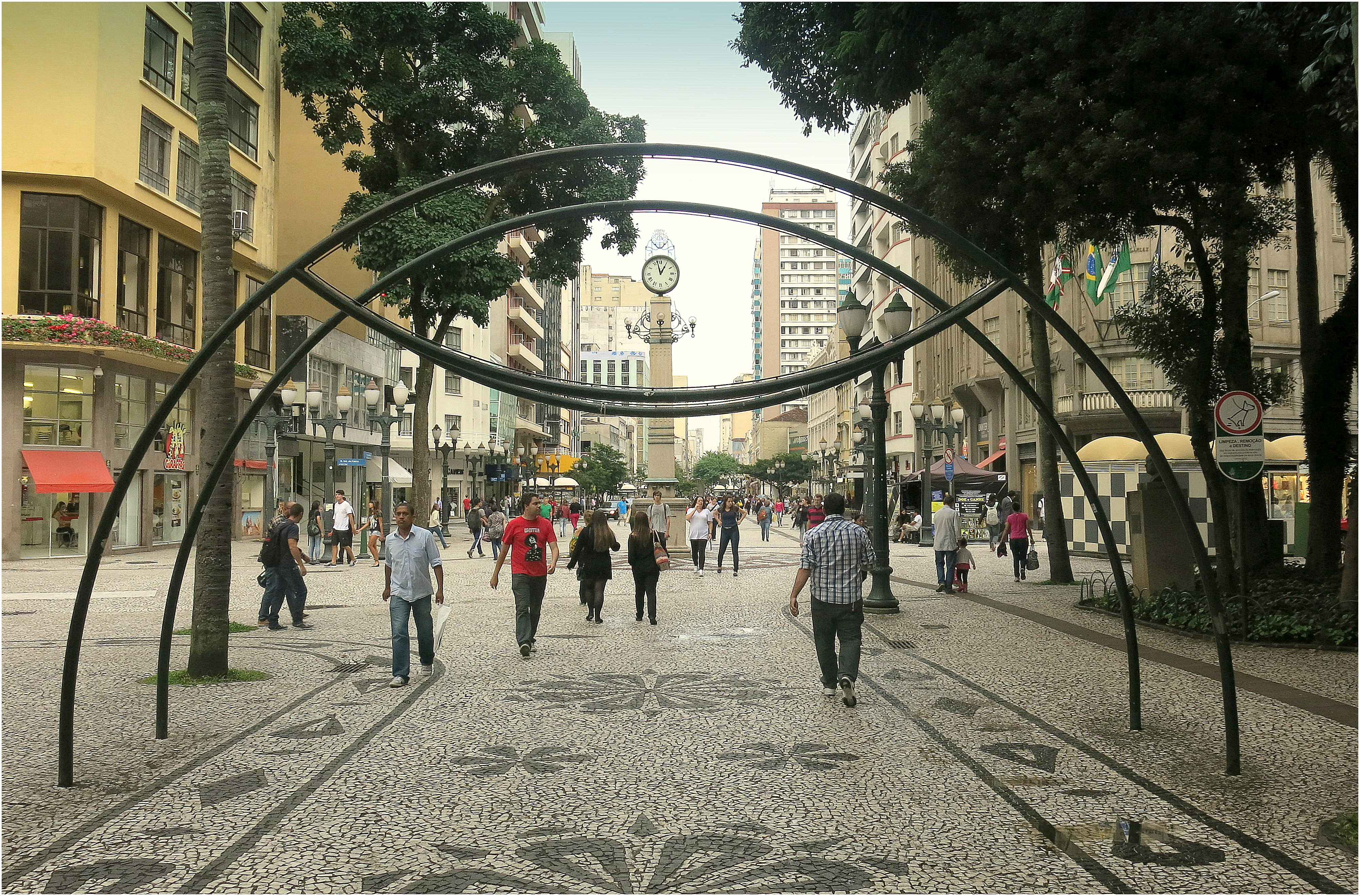
Desenhos em formato de pinhões em calçada da rua XV de Novembro em Curitiba, herança do Movimento Paranista.

O Movimento Paranista teve um papel importante na construção de uma identidade regional para o Paraná. O movimento teve participação de intelectuais, artistas e literatos que divulgaram as histórias e as tradições paranaenses, com essência indígena e símbolos como o pinheiro, o mate e a paisagem. Entretanto, críticos ao movimento apontavam que histórias e tradições de outros grupos étnicos que habitavam o Paraná não foram reverenciadas ou se quer citadas, como a de negros e de colonos empobrecidos vindos da Europa, e até mesmo a cultura indígena teria sido subestimada. Os paranistas passavam uma ideia que a identidade dos paranaenses era de um "povo branco e europeu". Nesta época os índios foram retratados como “bom selvagem”, de um povo exótico, generoso e valente. Já em relação aos negros africanos, é que eram "poucos numerosos" no Paraná, fato que não era verdade, além do mais, os negros e mestiços tiveram grande importância econômica no estado e contribuição na criação da identidade do Paraná. A camuflagem era parte da herança da sociedade escravocrata brasileira.
Contudo, o movimento teve, principalmente através das artes plásticas, a busca por construir uma identidade regional do Paraná, para criar na população local um sentimento de pertencimento à terra. Os ideais do movimento refletiram em vários aspectos culturais, como na literatura e na arquitetura. Um exemplo de onde se pode se observar a marca paranista é nas calçadas feitas com pedras portuguesas em Curitiba. A técnica de fazer um mosaico também conhecida como petit-pavé, retratou diferentes desenhos em formas geométricas de pinheiros e pinhões. Entre os integrantes do movimento se destacaram Romário Martins, Guido Viaro, João Turin, Theodoro de Bona, Zaco Paraná, Lange de Morretes, João Ghelfi, entre outros, que contribuíram para deixar impressos os símbolos paranistas. Embora o movimento tenha resistido pouco tempo, consequentemente refletiu não só na cultura, mas também na política e na economia do Paraná.

## Lendas e misticismo

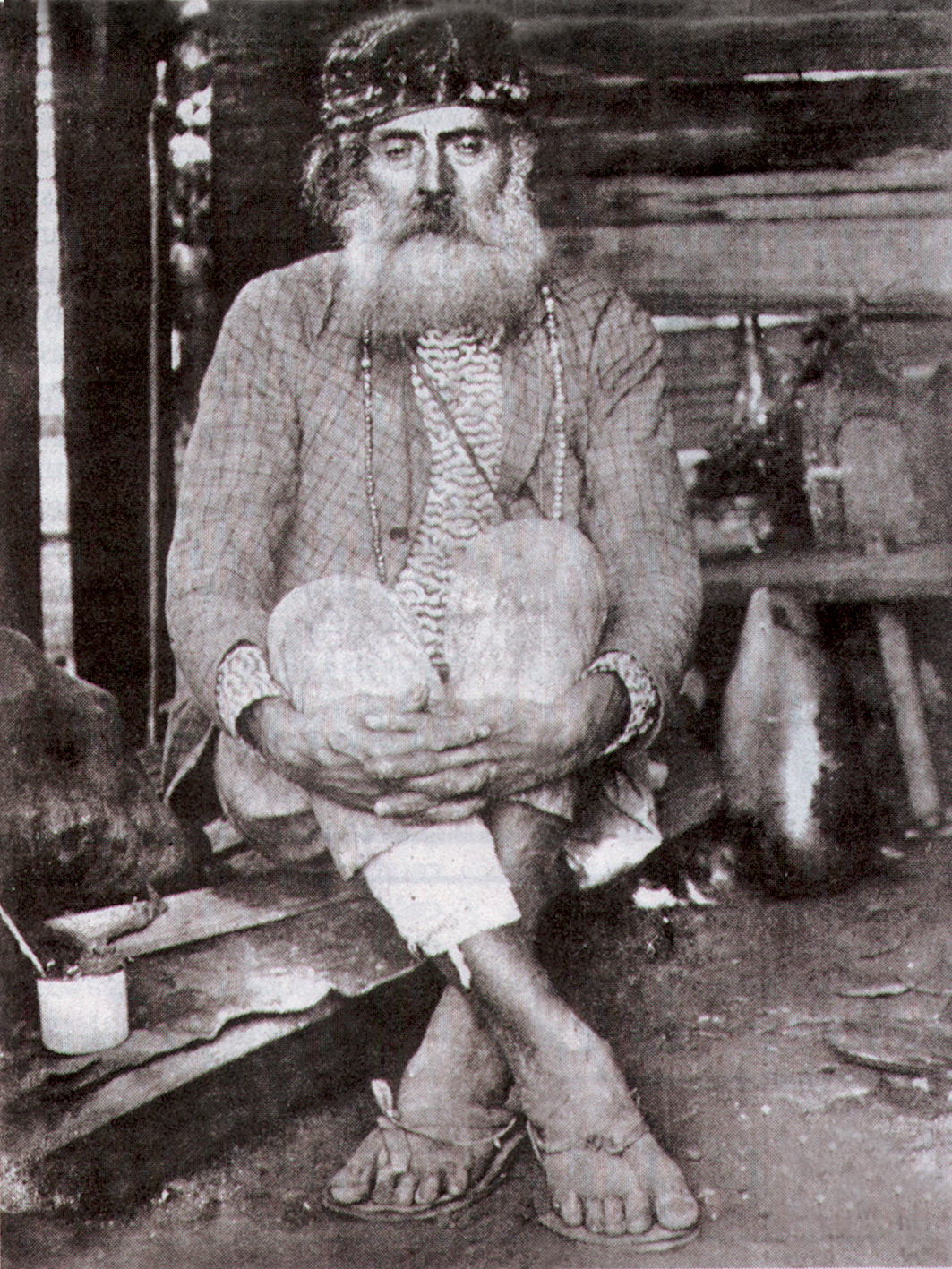
Monge João Maria, personagem presente no imaginário do povo paranaense.

O Paraná possui diversas lendas. Muitas delas remetem ao imaginário indígena no estado. Assim como em todo o Brasil, as lendas e mitos possuem origem na mitologia dos índios nativos, recebendo influências dos europeus e dos africanos. Parte do folclore paranaense teve muitos dos seus elementos registrados e comentados por viajantes no período colonial, entretanto, só começou a receber atenção da comunidade acadêmica e intelectual a partir do século XX. Uma das iniciativas que buscaram resgatar as lendas e os mitos no estado foi do Movimento Paranista.
Os mitos e as lendas são fenômenos da mente, dos dados individuais e coletivos, da trajetória épica, trágica ou cômica, dos seres humanos, e no Paraná não foi diferente. As histórias da tradição oral paranaense permaneceram no imaginário, que ao tentar explicar o inexplicável, estabeleceram uma ligação entre o passado e presente. Muitos contos do Paraná envolvem religião, assombrações, milagres, cemitérios e tesouros escondidos, entre outros temas que surgiram despretensiosamente por meio da fé, do medo, da culpa, do poder e, na maior parte das vezes, de uma imaginação muito fértil.
Algumas das principais lendas são: A lenda das Rosas Loucas; a lenda da Araucária e da Gralha Azul; A lenda da Erva-Mate (lenda Caá-Yaríi); a lenda das Cataratas do Iguaçu; a lenda da Vila Velha; a lenda de Nossa Senhora da Luz; a lenda da Gruta das Encantadas; a lenda da Ana Bege; as lendas e crenças no monge São João Maria. Além das lendas, o Paraná é rico em crenças e misticismo, podendo encontrar as mais diversas crendices populares em algumas regiões do estado. As mais conhecidas são a de Maria Bueno, de Curitiba; a de Corina Portugal, de Ponta Grossa; a da Santa do Paredão, de Jaguariaíva; a da Santa Pastorina, de Tibagi.

## Culinária

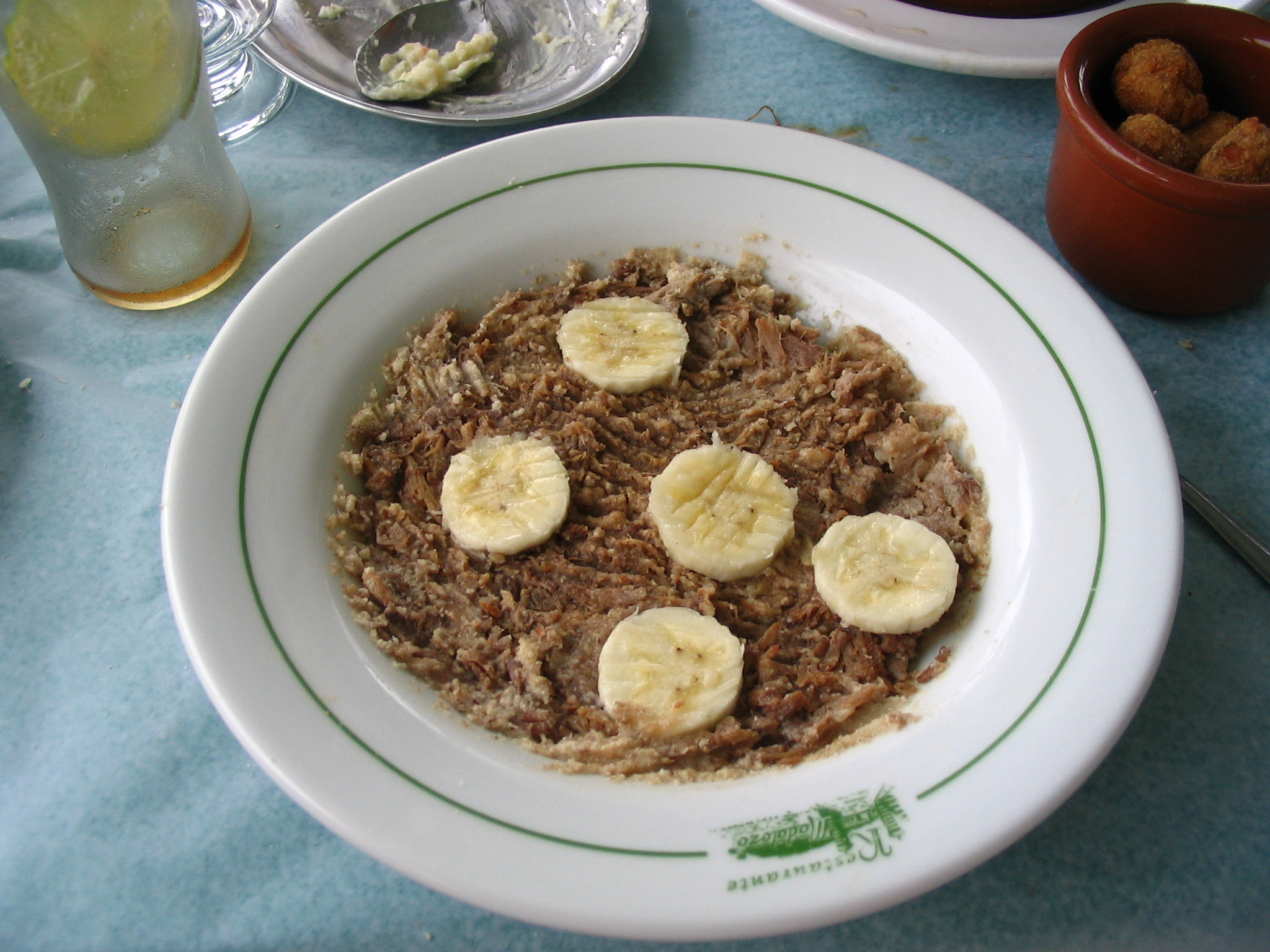
Um barreado em um prato de porcelana.

A culinária do Paraná envolve saberes e técnicas de preparo de alimentos regionais. Tem como tradição a carne de charque, o churrasco, o barreado, o pinhão e as influências de hábitos culinários de gaúchos, paulistas e mineiros, e influências da imigração no Brasil. A alimentação diária é feita basicamente em três refeições, envolve o consumo de café com leite, pão, frutas, bolos e doces no café da manhã, feijão com arroz no almoço - refeição básica do brasileiro, aos quais são somados, por vezes, massas (como o macarrão), proteína animal (carnes) e salada (legumes e verduras) - e, no jantar, também as várias comidas locais. O prato mais conhecido é o barreado, de origem açoriana na região litorânea do Paraná. As bebidas mais típicas do Paraná são o chimarrão e o café. As destiladas foram trazidas pelos portugueses ou, como a cachaça, fabricadas na região. O vinho é também muito consumido, por vezes somado à água e açúcar. Já a cerveja é hoje uma das bebidas alcoólicas mais comuns em todo o estado.
Em diversas regiões do estado é possível encontrar peculiaridades, destacando-se a culinária de muitos dos 399 municípios. Na capital paranaense, Curitiba, há três pratos principais: o barreado, o pinhão e a carne de onça. No litoral observa-se a culinária açoriana e caiçara. Na região sul e nos campos gerais pode ser observado a comida tropeira, que é uma comida campeira e mais rústica, a exemplo do entrevero de pinhão e a quirera com carne de porco, como na Lapa, em Castro, Tibagi, Telêmaco Borba e Jaguariaíva. Na região metropolitana de Curitiba é facilmente encontrada a culinária italiana, assim como ao sul e norte do estado. A culinária germânica deixou uma herança em diversas cidades, como em Rio Negro, Palmeira, Marechal Cândido Rondon, Rolândia, Cambé e Guarapuava. Em Carambeí está presente a culinária holandesa com as tradicionais tortas. Na região centro-sul é comum encontrar a cozinha eslava, como em Pitanga, Prudentópolis, Ivaí, Irati, Mallet, São Mateus do Sul e União da Vitória. No norte pioneiro, há a presença da cozinha espanhola e mineira. A comida paraguaia também pode ser encontrada nas cidades de fronteira, como na região de Guaíra. A comida árabe é muito comum em Foz do Iguaçu, e em redutos de outras cidades, como Curitiba e Maringá. A comida japonesa pode ser encontrada em Curitiba e no norte do Paraná, como em Londrina, Assaí, Apucarana e Maringá.

## Trajes

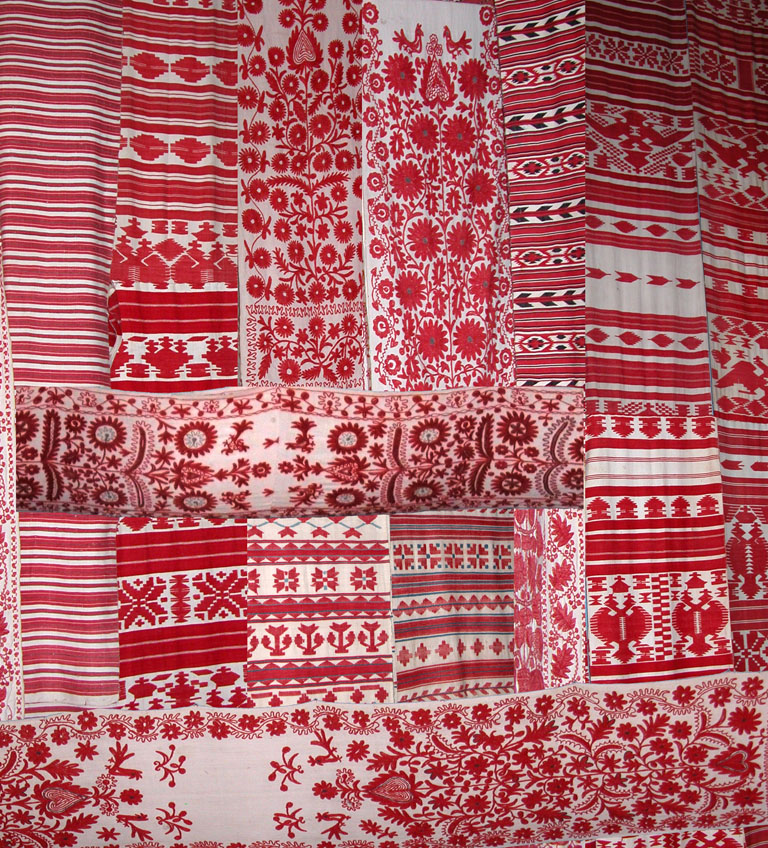
Bordados ucranianos que podem ser encontrados no Paraná.

Os trajes refere-se aos usos, hábitos e costumes do vestuário. Os trajes são abordados como um fenômeno sociocultural que expressa os valores da sociedade, que acompanha o vestuário e o tempo, que integra o simples uso das roupas no dia a dia a um contexto maior, político, econômico e sociológico. No Paraná não há um traje típico oficial para representar o estado. Os trajes mais marcantes que podem ser encontrados são o do caiçara do litoral, do tropeiro dos Campos Gerais e do gaúcho da região oeste.
Historicamente, muitos grupos desenvolveram suas atividades na confecção de roupas e trajes na região, deixando uma rica herança cultural e econômica. Com características marcantes, a diversidade étnica e a miscigenação no estado contribuíram com cores, traços, cortes e texturas, recebendo influências desde da cultura indígena, portuguesa e africana, até de outras nações europeias, árabes e asiáticas, sendo observado, sobretudo, a forte tradição de influência eurocêntrica.
Na cultura paranaense, estão identificados peças de vestuários bem específicas, remetendo aos trajes típicos, como de grupos étnicos, folclóricos, como de gaúchos, tropeiros e caipiras, com influência ibérica, e com adaptações de origens indígenas, como o uso de bombachas, botas, chiripás, guaiacas, palas, pilchas, ponchos, vestidos de prendas, além de fitas, bordados, lenços (adorno), cintos, fivelas, chapéus e boinas. Pode-se notar ainda, por exemplo, traços indígenas em aldeais, traços lusitanos no litoral, africanos na Lapa, italianos em Curitiba, eslavos em Ponta Grossa, germânicos em Guarapuava, asiáticos no norte e árabes no oeste.

## Arquitetura
A arquitetura é uma parte expressiva da história e da cultura de um povo, de modo que as edificações retratam os hábitos, tendências e técnicas de cada época. As primeiras construções paranaenses foram fortemente influenciadas pela arquitetura europeia, mesclando estilos, a partir do eclético, neoclássico, colonial, oriental e bizantino até a arquitetônica moderna e minimalista.
Muitas das edificações representativas da arquitetura do Paraná localizam-se em Curitiba, em que pode ser encontrada a construção clássica do Castelo do Batel, que recebeu influência dos castelos do Vale do Loire, e do Paço Municipal, com arquitetônica eclética de elementos “art-nouveau”, patrimônio histórico tombado.
Uma das fortes influências mostradas nas construções existentes no estado constitui a arquitetura ucraniana que se encontra especialmente nas igrejas, que constituem o mais importante símbolo da cultura destes imigrantes. Outro “item” que existe na arquitetura do Paraná, legado de imigrantes, é o lambrequim, um recorte de madeira ou tecido, utilizado como adorno nas telhas das edificações. Ademais das expressões arquitetônicas tradicionais, há edificações inovadoras como o Museu Oscar Niemeyer em Curitiba.
O mais extenso conjunto arquitetônico do estado localiza-se no município da Lapa, a qual mantém edificações religiosas, teatros, museus e residências, que ainda trazem um pouco do passado de cada século. Há ainda os centros históricos das cidades litorâneas de Paranaguá e Antonina, que incluem famosos exemplares da arquitetura do Brasil Colônia.
Dessa forma, foi por meio da influência que os imigrantes e a colaboração dos vários arquitetos paranaenses e brasileiros trouxeram, que se estabeleceram as marcas da arquitetura paranaense, que dispõe de especialistas renomados como Jaime Lerner, Romeu Paulo da Costa, Vilanova Artigas, Ayrton Lolô Cornelsen, Eligson Ribeiro Gomes, Rubens Meister, Frederico Kirchgässner, etc.

## Línguas, dialetos e literatura
No Paraná, assim como em todo os estados do Brasil, foi adotado a língua portuguesa como idioma oficial. Como no restante do país, a língua portuguesa recebeu influências africanas e indígenas. Entretanto, há outras línguas faladas no estado. Os nativos falavam apenas as línguas indígenas, como a língua caingangue, xetá e guarani, com os dialetos mbiá e nhandeva. Muitas aldeias preservam suas línguas e dialetos, em diversos municípios, como Ortigueira e Laranjeiras do Sul, que possuem escolas indígenas com o ensino da língua nativa. Historicamente o Paraná foi colonizado por espanhóis e portugueses. A língua espanhola era falada, sobretudo, nas regiões norte e oeste do estado. Os jesuítas e viajantes fundaram reduções, onde levaram o idioma e catequizavam os índios no século XVII. Somente após o Tratado de Madrid em 1750 que se iniciou a ocupação brasileira nas regiões mais remotas do Paraná, sendo intensificada a ocupação na região do Guayrá após 1870 com o final da Guerra da Tríplice Aliança.
A partir do século XIX o Paraná recebeu diversos migrantes e imigrantes que ajudaram a colonizar o estado. Essas pessoas contribuíram com a formação linguística, não só com as palavras, mas também com os sons e musicalidade. No Paraná chegaram brasileiros paulistas e mineiros, principalmente para ocupar a região norte e noroeste. Gaúchos e catarinenses no oeste e sudoeste. Além de nordestinos por todo o estado. Segundo o Atlas Linguístico do Paraná, há diversas variações linguísticas da língua portuguesa no Paraná. Nas regiões de Curitiba, Campos Gerais, sul e sudoeste do Paraná, o "E" nos finais das palavras é bem acentuado. Já nas regiões norte e no noroeste do estado, o chamado "R" caipira é bem característico. Nas regiões fronteiriças podem ser encontradas ainda variações linguísticas, devido a proximidade com o Paraguai e Argentina. É comum também se referir ao jeito de falar em Curitiba como "sotaque curitibano" e no litoral como "parnanguara" ou "caiçara", com uma linguagem própria. É ainda usada e reconhecida oficialmente a língua brasileira de sinais (Libras).

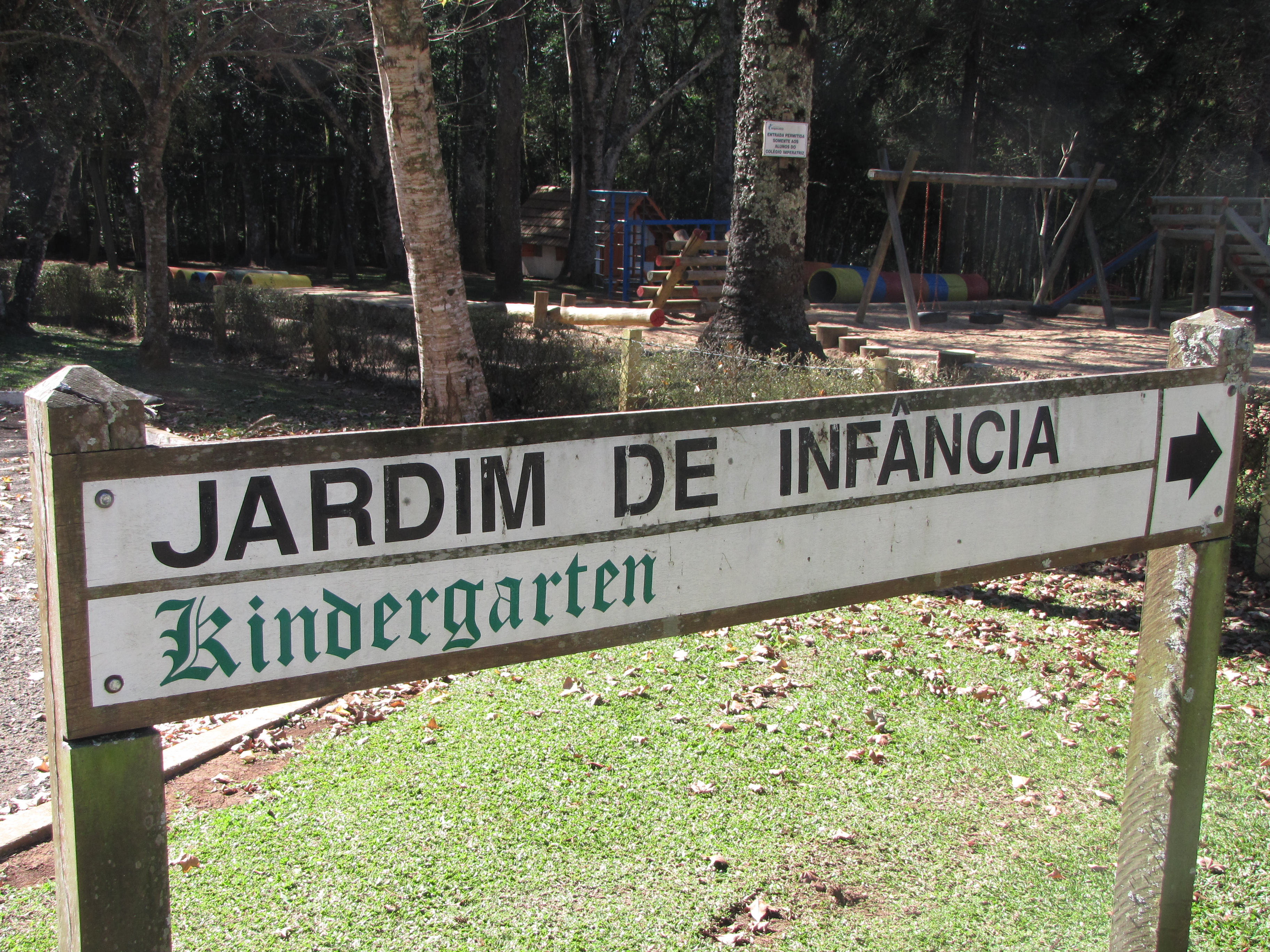
Sinalização bilíngue de Jardim de infância, em português e alemão, em Entre Rios, Guarapuava.

A influência da colonização europeia no modo de falar dos paranaenses foi marcante em muitos municípios. No interior do estado é encontrado os "sotaques de colonos", remetendo a maneira de falar principalmente de descendentes de alemães, ucranianos e poloneses. Ainda é comum encontrar famílias em colônias que preservam as línguas de seus antepassados, falando, por exemplo, alemão, polonês, ucraniano, italiano, holandês, e japonês, além de comunidades menores que preservam o russo e o árabe. Algumas escolas chegam a oferecer o ensino dessas línguas.
Em linguística, particularmente no contexto da dialetologia, o Paraná apresenta, pelo menos, dois dialetos: o dialeto sulista e o dialeto caipira. Os dialetos paranaenses se diferenciam dos dialetos florianopolitano, gaúcho e paulistano. No Paraná a maneira de falar caracteriza-se, por exemplo, pelos fenômenos de redução vocálica e de harmonia vocálica relacionados às vogais médias em posição pretônica. Alguns autores destacam a variação entre as vogais médias fechadas e as médias abertas. Há pronúncia das consoantes nasais que estão no final de uma sílaba (com exceção da terminação -am átona, que às vezes é pronunciada como -ão). Também da pronúncia da vogal "e" ao final de palavras como /e/, diferentemente da maior parte do Brasil, que a pronuncia é como /i/. Exemplo: quente é pronunciado /ʹkente/ (em vez de /ʹkẽti/, /ʹkẽʧ/ ou /ʹkẽjʧ/).
A literatura do Paraná é tida como uma parte da cultura a qual ainda precisa se identificar mais com o estado. Várias obras escritas por autores paranaenses têm assuntos que não possuem ligação com o povo, o território ou a cultura paranaense, o que causa várias críticas por parte de demais literários.
De acordo com os críticos, a literatura paranaense tem várias fontes as quais podem ser usadas em suas publicações como as araucárias e os Campos Gerais, os mitos e as histórias contadas pelo povo, fatos históricos e personagens como o tropeiro, que fundou muitos municípios no estado. Mesmo com uma pequena quantidade de obras as quais podem ser tidas como regionalistas, são encontrados no Paraná certos expoentes de movimentos artísticos de importância nacional, dentre eles o Modernismo, Simbolismo e Parnasianismo, mas sem grande significado na história do Brasil. Um dos setores que contribuíram significativamente para a literatura paranaense foi o da comunicação, por meio da imprensa jornalística. O jornalismo impresso paranaense foi por muito tempo o principal meio que promoveu o espaço literário e cultural do estado, indo além da publicação de notícias. Existem diversos jornais paranaenses no estado, como, por exemplo, Folha de Londrina, Tribuna do Paraná, Tribuna do Norte, Diário Popular, Gazeta do Iguaçu, Diário dos Campos, Jornal do Oeste, Gazeta do Povo, Rascunho, que é especializado em literatura, entre outros. O Paraná também concentra um grande número de editoras que produzem algumas das principais publicações do estado. Entre elas se destaca a Imprensa da Universidade Federal do Paraná, editora de livros didáticos, técnicos e científicos, teses, revistas e periódicos, e encadernadora de brochuras e confeccionadora de impressos de qualquer natureza, de interesse aos setores, cursos, departamentos e unidades aos membros do corpo docente da UFPR.
Entre as instituições literárias podem ser citadas: Academia Paranaense de Letras, Centro de Letras do Paraná, Academia de Letras dos Campos Gerais, Centro Paranaense Feminino de Cultura, entre outros. Entre os mais importantes autores paranaenses, destacam-se os curitibanos Dalton Trevisan, Paulo Leminski, Alice Ruiz, Emiliano Perneta, Emílio de Meneses, Andrade Muricy e Tasso da Silveira. Há também os que vieram do litoral, Nestor Vítor e Silveira Neto; dos Campos Gerais, Helena Kolody e Noel Nascimento; e da região norte, o londrinense Domingos Pellegrini. Embora duramente criticadas, as novas obras produzidas da literatura paranaense vem sendo desenvolvidas com iniciativas como os concursos literários e, para sua realização, os vários festivais existentes. Uma das mais importantes premiações do gênero no estado é o Prêmio Paraná de Literatura criado pelo governo estadual, que busca reconhecer obras inéditas de autores não só da região, como de todo o Brasil.

## Artes plásticas e artesanato
A mais antiga imagem iconográfica da cidade de Curitiba é uma pintura de autoria do francês Jean-Baptiste Debret, criada em 1827. Várias obras cujo assunto são as paisagens do Paraná em uma viagem feita ao Brasil com a Missão Artística Francesa, de 1816 até 1831, foram produzidas pelo pintor francês. Foi somente em meados do século XIX que a sociedade paranaense foi organizada e as artes começaram a ser desenvolvidas no estado. Naquele tempo, nasceu em Paranaguá a primeira pintora paranaense, Iria Correa, que se destacou com a exibição de seus trabalhos em 1866. Em Curitiba, as mais antigas escolas artísticas paranaenses foram introduzidas pelo português Mariano de Lima e pelo norueguês Alfredo Andersen, tido como o “pai” da pintura paranaense. Naquele momento, surgiram os primeiros registros da história e da cultura do Estado por meio das artes plásticas.
No Museu Paranaense, o terceiro mais antigo do Brasil, que teve sua inauguração ocorrida em 1876, pode ser acompanhada a história do estado através de pinturas e objetos históricos, sem falar do trabalho de pintores nascidos no Paraná. Obras de artistas marcantes na história da pintura no Paraná como Guido Viaro, Miguel Bakun e Alfredo Andersen podem ser observadas no Museu Oscar Niemeyer, um dos mais extensos da América Latina. O acervo do MON dispõe também de obras produzidas por pintores de mundialmente renomados como Tarsila do Amaral e Cândido Portinari.
O Paraná tem ainda vários demais espaços reservados à exibição das artes visuais. Podem ser mencionadas a Casa Andrade Muricy e o Solar do Rosário. O Memorial de Curitiba, a Escola de Música e Belas Artes do Paraná e a Secretaria de Cultura do Paraná também são espaços destinados para a exibição das obras.
O artesanato é caracterizado pela influência trazida pela imigração italiana, alemã e polonesa à região, além do legado português e indígena. Dentre os mais importantes produtos podem ser destacados os trançados, as redes e as cestas, os objetos de madeira, usando técnicas italianas. Nestes artigos feitos de madeira são reproduzidas as histórias da colonização, a paisagem tranquila do local, possuindo na araucária, e na erva-mate, um dos mais importantes objetos inspiradores. Em relação a herança artística indígena no Paraná, o artesanato dos índios paranaenses reúne uma diversidade de técnicas que ainda podem ser encontradas no interior do estado. São diversas peças com artefatos caracterizados por cerâmicas, cestarias, instrumentos musicais, adornos, máscaras ritualísticas, arte plumária e outros objetos utilitários.
Entre os principais artistas nascidos dentro e/ou fora do Paraná incluem Theodoro De Bona, Frederico Lange de Morretes, Arthur Nísio, João Ghelfi, Nilo Previdi, Poty Lazzarotto, Oswald Lopes, Paul Garfunkel, Alice Yamamura e Antonio Petrek.

## Dança e música
Diversas danças folclóricas ainda existem em povoados do sertão: o curitibano, a dança de roda aos pares, o pau-de-fita, a valsada, quebra-mana e o nhô-chico, no litoral. As diversas comunidades de procedência europeia mantêm danças, cantos e trajes de seus países. As danças e as músicas podem destacar-se na cultura paranaense começando através das brincadeiras infantis (como as canções de roda e os brinquedos cantados) até a famosa viola sertaneja, onde a paixão e a angústia do intérprete musical lírico são embaladas pelas modas. Muitas danças envolvem sapateados, dança de roda, canto, palmas e muita música.
Nas manifestações culturais da região, são observadas as marcas do legado europeu. As danças e a musicalidade podem ser encontradas no fandango, no boi-de-mamão, nas congadas, na romaria de São Gonçalo, nas folias do divino, na folia de reis e nas cavalhadas.
Os primeiros colonizadores açorianos trouxeram o fandango ao litoral do Paraná, em 1750. Os açorianos, os escravos e os indígenas começaram a praticar o fandango durante o entrudo, evento antecessor do carnaval. Durante os quatro dias de festas, o povo recorria com exclusividade para tocar o fandango e degustar o mais importante prato típico regional, que é o barreado. No Paraná, os bailarinos são chamados de folgadores ou folgadeiras, até porque dançavam na folga do sábado para o domingo. Eles interpretam diversas coreografias as quais ganham nomes específicos como Andorinha, Xarazinho, Tonta, etc. O fandango é acompanhado com duas violas (as quais de maneira geral tem cinco cordas), uma rabeca e o adulto, ou maxixe.
Para obter um batido ritmado e forte, os homens usam botas ou tamancos. Possui uma coreografia espontânea, podendo ser valsada, com participantes que dançam com os pés rastejados no chão, ou podendo ser sapateadas, tendo acompanhamento de palmadas. O fandango paranaense mais famoso é o da região de Morretes. Sua singularidade pode ser observada na escala que eles utilizam, semelhante aos cânticos litúrgicos e populares da Idade Média. O fandango caiçara típico do litoral é considerado uma expressão musical-coreográfica-poética e festiva reconhecida como bem imaterial pelo Instituto do Patrimônio Histórico e Artístico Nacional (IPHAN).
O boi-de-mamão é um drama originário da Europa e formado por personagens e animais. O auto de morte e de ressurreição do boi veio ao Brasil através dos portugueses e é famoso em todas as unidades federativas brasileiras. Na região Nordeste do Brasil chama-se Bumba-meu-Boi, no Norte do país é chamado de Boi-Bumbá. O mais importante ponto do auto é o falecimento de Mateus que foi violentamente chifrado pelo Boi e que depois foi atendido por um médico. Dentre os personagens do Boi-de-mamão podem ser encontrados: Mateus, Vaqueiro, Doutor, Benzedeiras, Maricota, Cavalinho, Barão e a Bernunça (personagem mais famosa que mata menores de idade para comer).
A Dança de São Gonçalo é uma tradicional manifestação cultural e religiosa que ocorre no Paraná e em demais regiões do Brasil. Foi trazida pelos portugueses e é praticada tanto no litoral do estado como no interior. A cerimônia envolve reza e procissão, acompanhada de música de viola. A dança é dividida em partes, chamadas de "voltas" que recebem nomes específicos no Paraná como: marcapasso; parafuso; despotam; confissão; e casamento. Entre as comunidades quilombolas do Paraná, a dança ou romaria é uma forma de pagamento de promessa por uma graça recebida.

## Cultura Afro-brasileira
Conforme os estudos de  Alessandro Batistella, a invenção da tradição paranaense começou a ser moldada desde 1853, quando ocorreu a emancipação política do estado. O principal movimento que buscou construir uma identidade paranaense foi o Paranismo, o qual buscou uma "formulação  de  uma  auto-imagem  do  estado  do  Paraná,  em  contraposição  às  outras  regiões  do  Brasil". Esta imagem, por sua vez, foi construída em cima da emigração europeia e o do indígena idealizado (não o real). Assim sendo, intelectuais como Romário Martins, darão pouco ou quase nada de espaço para o papel africano na constituição do Estado. Todavia, as pesquisas acadêmica tem ao longo dos anos demonstrado que a população negra foi fundamental na construção do Paraná, trazendo contribuições científicas, filosóficas e culturais para o Estado.

### Capoeira paranaense
Em relação à cultura afro-brasileira, destacam-se no Paraná diversas práticas culturais que permanecem vivas desde o século XIX. Uma das mais expressivas é a capoeira, uma arte marcial afro-brasileira que chegou precocemente ao estado e se enraizou como forma de resistência cultural. De origem afrodescendente, a capoeira é considerada uma das mais antigas manifestações culturais paranaenses, integrando elementos de dança, música, ritualidade e movimentos de luta. Praticada em rodas de capoeira, realizadas em espaços públicos e privados, com o som do berimbau e outros instrumentos típicos, ela se consolidou como símbolo da identidade negra e expressão de um patrimônio imaterial preservado até os dias atuais.

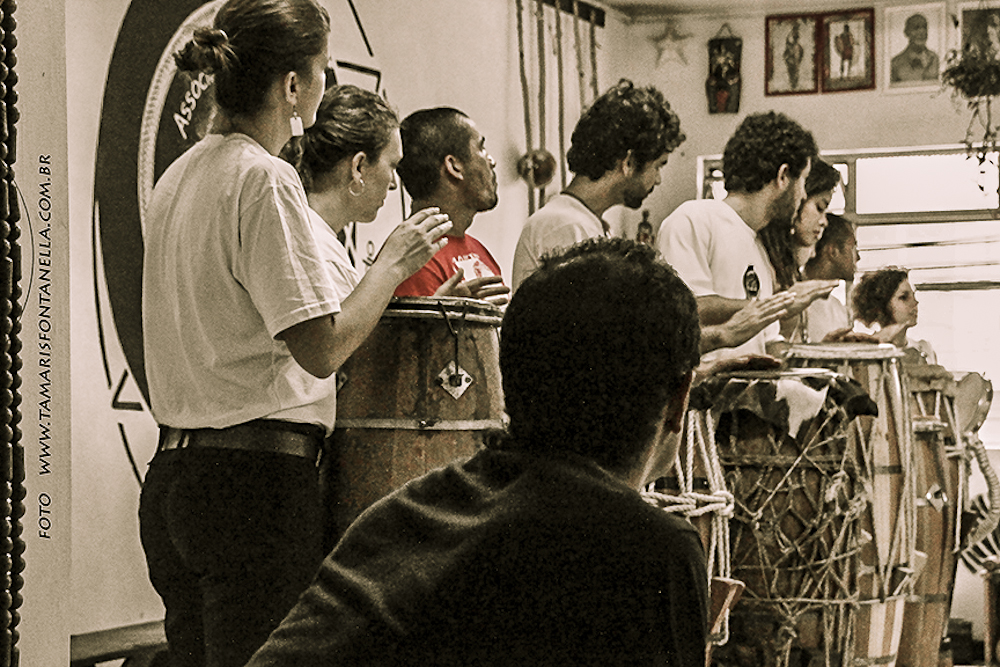

O historiador Jeferson do Nascimento Machado tem, em diversas pesquisas, apontando para a existência de registros sobre capoeira paranaense desde o final do século XIX. Moradores do Quilombo Água Morna sugerem que uma ancestral conhecida como Mãe Romana "lutou na Guerra (Paraguai) com navalha na mão e no vão dos dedos dos pés para defesa dos filhos. Ela fazia oração da Virgem Maria para defesa. Foi um tempo doloroso". Entretanto, Machado salienta que a mais antiga referencia a Capoeira foi uma noticia de 1899. A notícia diz o seguinte: "Brincavam hontem Filippe Gonçalves e Izidoro Mendes na rua Borges de Macedo, ás dez horas da noite. Consistia o brinquedo em jogos de capoeiragem. Dahi á momentos chegou ao local Manoel Ramos que acreditando tratar-se de uma briga, manejou o cacete que possuía e deu forte cacetada em Filippe, no lado esquerdo da fronte, prostanto-o em seguida. O ferido poude ainda descarregar o seu revolver contra o agressor; a bala alcançou-o ferindo-o levemente. Ambos estão presos.". Posteriormente, em 1900, a Capoeira voltou a ser noticiada, pelo mesmo jornal. Desta vez, trata-se de um soldado que foi flagrado jogando capoeira com uma mulher. Conforme o jornal o desfecho teria sido de “[...] tabefes e sangue”, denotando a apropriação da Capoeira por agentes do Estado.. 

Mestre Sergipe dando salto mortal na Praça Zacarias, 1973

Depois, na década de 70, instalaram-se os primeiros grupos de capoeira em Curitiba.. O primeiro mestre a desenvolver um projeto na capital foi Mestre Sergipe seguido por Mestre Burguês. Posteriormente a Capoeira chegou nas cidades de Ponta Grossa, Londrina, Maringá, Imbituva, São João do Triunfo etc.. Atualmente, encontram-se, distribuído por todo o Estado, grupos de capoeira de relevância nacional e internacional, tais como o grupo Muzenza de mestre Burguês, ABADÁ-CAPOEIRA de Mestre Camisa, ACAPRAS de Mestre Silveira, dentre outros.

#### Lista dos principais mestres de capoeira do Estado do Paraná

Mestre Sergipe

Mestre Sergipe (Antônio Rodrigues Santos), originário de Boquim-SE, é considerado o pioneiro na capoeira institucional paranaense. Ele se destaca, através do livro "O poder da Capoeira, como o pioneiro na escrita sobre a capoeira paranaense. Nesta obra, Mestre Sergipe compartilha suas memórias sobre a introdução da capoeira em Curitiba, mencionando a passagem de Mestre Lampião em 1970 e Mestre Alabamba em 1972, culminando com sua própria chegada em 1973, quando iniciou a prática e o ensino da capoeira na região, realizando a primeira roda na Praça Zacarias. Além de seu papel como um dos primeiros mestres e escritor, Sergipe também foi presidente da FEPARCA por quatro anos e, posteriormente, fundou a Liga Brasileira de Capoeira, marcando sua significativa contribuição para a organização e desenvolvimento da capoeira no estado do Paraná.

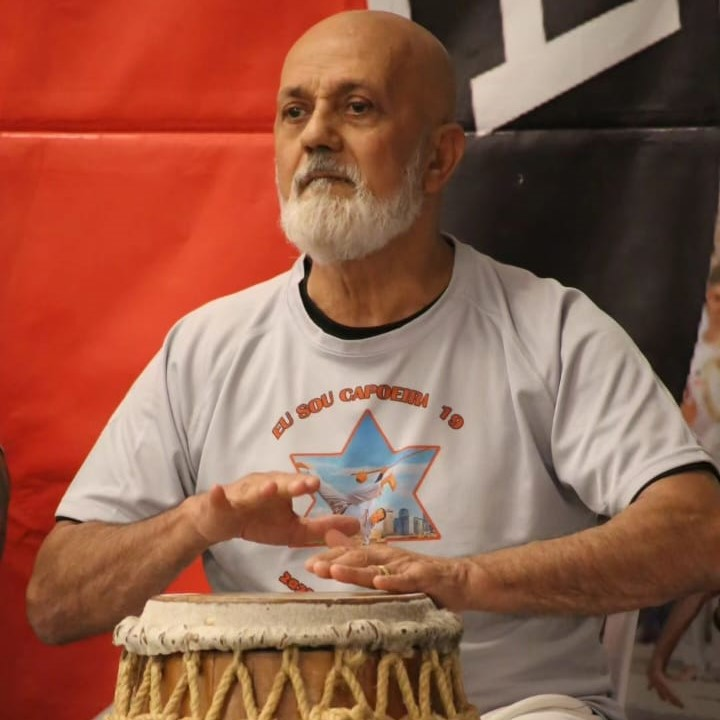
Mestre Burguês

Mestre Burguês (Antônio Carlos de Menezes), nascido em Laranjeiras, Sergipe, mas criado no Rio de Janeiro, teve seu primeiro contato com a capoeira aos doze anos através do livro "Capoeira sem Mestre". Em seguida, aprofundou seus conhecimentos nas rodas de Mestre Mintirinha e na academia de Mestre Paulão. Em 1975, Mestre Burguês liderou a chegada do seu grupo Muzenza ao Paraná. Uma de suas contribuições mais significativas foi a fundação da Federação Paranaense de Capoeira (FEPARCA) em 30 de maio de 1985, uma iniciativa crucial para organizar e fortalecer a prática da capoeira no estado. Atualmente o grupo Muzenza se encontra em diversos países, entrado para o rol dos mais influentes internacionalmente.
Mestre Silveira, cujo nome completo é Gideoni Silveira, nascido em Apucarana, Paraná, em 2 de maio de 1962, encontra-se no rol dos grandes mestre do Paraná. Mestre Silveira é escritor e o fundador do grupo ACAPRAS (Academia de Capoeira Praia de Salvador), que desenvolve projetos no Estado desde a década de 80.

Mestre Pop

Mestre Pop Lainy (Adilson Alves Leandro) é natural de Minas Gerais, onde iniciou sua jornada na capoeira aos quatorze anos em Belo Horizonte, treinando com Robinho. Após um período inicial de aprendizado informal, Mestre Pop Lainy fundou o Grupo Guerreiro dos Palmares em Porto Alegre-RS, no ano de 1996. Dois anos depois, em 1998, mudou-se para Curitiba, estabelecendo seu grupo na capital paranaense. Em 2011, o Grupo Guerreiro dos Palmares expandiu sua atuação para a cidades dos Campos Gerais e outras regiões. Além disso, Pop Lainy tem sido liderança na realização do OpenBrasil, um dos maiores eventos de Capoeira do Brasil.

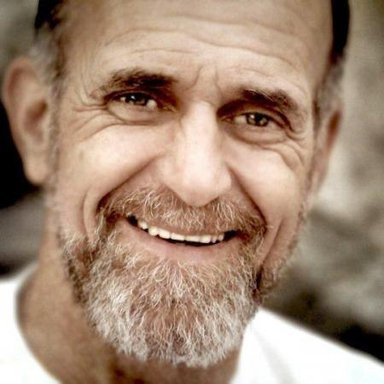

Mestre Camisa, José Tadeu Carneiro Cardoso, Na capoeira ele é conhecido como Mestre Camisa é atuante na capoeira nacional e internacional. Nasceu na Chapada Diamantina, no distrito de Jacobina, no sertão da Bahia e, desde 1972, mora no Rio de Janeiro. Embora não resida no Paraná, o seu grupo, que está no rol dos mais influentes da capoeira mundial, tem projetos em diversas cidades do Estado desde a década de 90.

### Carnaval

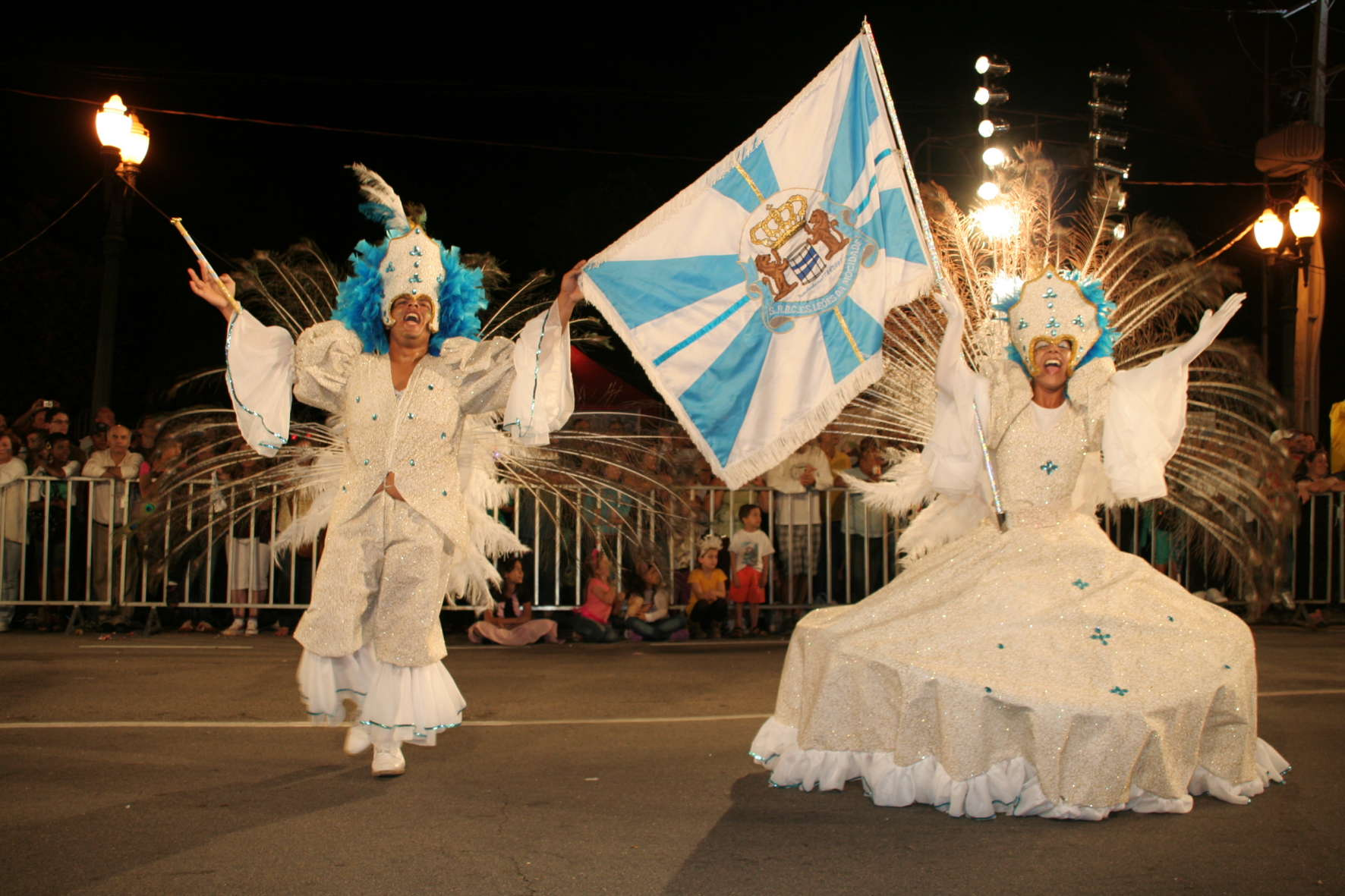
Desfile de carnaval em Curitiba.

O carnaval, embora não seja uma prática cultural comparável com São Paulo ou Rio de Janeiro, é uma das mais tradicionais festas em diversas cidades. Curitiba, Maringá, Londrina e as regiões do Litoral e Campos Gerais é onde concentram alguns eventos carnavalescos. Os eventos carnavalescos, do final do século XIX até à segunda década do século XX, se caracterizavam principalmente pelas brincadeiras de rua, onde pessoas pintavam-se e vestiam-se de cores alegres e saiam às ruas jogando água perfumada uns nos outros.
Na região dos Campos Gerais do Paraná é realizado um dos mais antigos carnavais do Sul do Brasil. Em Tibagi registros históricos datados em 1910 mostram que no início carros eram puxados por cavalos, enfeitados ainda sem muitas cores e alegorias, percorrendo as ruas no entorno da praça da igreja matriz. Já na década de 1950 popularizou-se os carnavais realizados em clubes, disseminando cores e as típicas marchinhas. A população se organizava em dois clubes: o Clube Tibagiano e o Clube Estrela da Manhã.
Na década de 1970 brancos e negros encontraram na terça-feira de carnaval a oportunidade de integração da festa, que quebrou com a distinção de públicos nos clubes. Na década de 1980 o carnaval voltou às ruas através dos desfiles. A partir do ano 2000, o carnaval de Tibagi passou a ser organizado na praça Edmundo Mercer, com tenda para shows e a profissionalização do desfile das escolas de samba e carros alegóricos. Flor de Lis, Unidos do Nequinho, Unidos da Vila São José e 18 de Março são as escolas de samba da cidade. Um evento de pré-carnaval reúne o encontro das baterias na praça, com alas, passistas, rodas de samba e alegorias.
No carnaval de Ponta Grossa há desfiles de escolas de samba e de blocos. Escola de Samba Ases da Vila, Escola de Samba Baixada Princesina, Escola de Samba Gaviões da Beira da Linha, Escola de Samba Globo de Cristal, Clube Escola de Samba Portal das Águas, Grêmio Recreativo e Cultural Escola de Samba Nova Princesa, e, Sociedade Recreativa Escola de Samba Águia de Ouro, são as escolas de samba da cidade. No litoral paranaense, em 1920, em Antonina foi fundado o primeiro Bloco do Boi que se chamava Boi Barroso, hoje denominado Boi do Norte. Foram fundados também diferentes blocos carnavalescos e escolas de samba: Batuqueiros do Samba, Brinca para não Chorar, Escola de Samba do Batel, Grêmio Recreativo Cultural Filhos da Capela, Grêmio Recreativo Escola de Samba Leões de Ouro da Caixa d'água, são as agremiações que participam do carnaval de Antonina.
No carnaval de Curitiba há os tradicionais desfile das escolas de samba e de blocos carnavalescos, tradicionalmente na rua Marechal Deodoro.  No centro, a Zombie Walk atrai grande público e ocorre também durante o carnaval curitibano, como uma alternativa às festividades momescas, tendo pessoas fantasiadas de mortos-vivos ou zumbis.
Em Maringá, o carnaval é parte do cotidiano festivo desde a década de 1950, conforme aponta o Historiador Miguel Fernandes. Inicialmente o carnaval era realizado em ambientes fechados, mas posteriormente na década de setenta foi ganhando as ruas. A avenida Getúlio Vargas, nesses primeiros anos, foi o espaço de concentração dos foliões maringaense e local onde eram realizadas os desfiles das escolas de samba. Atualmente a concentração ocorre na Vila Olímpica.
Ainda no litoral há os carnavais de Guaratuba, Matinhos, Pontal do Paraná e Paranaguá com desfiles de agremiações e concurso que elege a escola de samba campeã. 

## Teatro
O teatro paranaense surgiu pela primeira vez na vila de Paranaguá no começo do século XIX. A cultura começou se expandir na cidade devido à passagem de informações trazidas por pessoas de vários lugares do Brasil e do mundo através do porto de Paranaguá. As mais antigas exibições teatrais da cidade aconteceram em ambiente geográfico fora dos teatros, com espectáculos de peças de Molière.
Posteriormente, foi aberto o Teatro Paranaguense em 1840. O espaço caracterizou a história do teatro no Paraná com uma representação teatral em homenagem à coroação de Pedro II do Brasil, promovida em 1841, e também acolheu companhias europeias e cariocas, vivenciando seu auge artístico até 1860.
O primeiro teatro oficial do Paraná, o São Theodoro, foi aberto em Curitiba, em 1884, uma década antes de ser inativado na época da Revolução Federalista. Em 1900 foi reaberto em 1900 como Guayrá e, posteriormente, após ser destruído, em 1935, foi reinaugurado em 1974 com o nome de Guaíra, um dos maiores da América Latina. Seu mais extenso auditório, o Bento Munhoz da Rocha Netto, comporta 2 173 pessoas. Curitiba abrange outros palcos como a Ópera de Arame, o Teatro Paiol e o Positivo.
O Teatro São João localizado na Lapa foi inaugurado em 1876 e é um dos mais antigos do Paraná ainda em atividade. No interior do Estado, os mais extensos espaços são os Teatro Municipal de Cascavel e o Teatro Municipal de Toledo, ambos na região oeste do Paraná. Outras cidades exibem espetáculos em seus teatros como o Cine Ouro Verde de Londrina, o Cine-Teatro Ópera de Ponta Grossa e o Teatro Calil-Haddad, situado em Maringá.
A partir de 1992, a cada ano a capital do Paraná sedia o Festival de Teatro de Curitiba, o qual transformou a cidade numa referência teatral no Brasil. O evento apresenta oficinas e cursos a respeito de teatro e também exibições de peças dos mais diversificados tipos. Os palcos do Festival não são restritos aos teatros e espaços culturais, porque invadem ruas, praças e bares curitibanos.

## Cinema
No Paraná as primeiras exibições cinematográficas pré-Lumière aconteceram em Curitiba em 1897, no antigo Teatro Hauer. As companhias começaram a dedicar-se somente à exibição do cinematógrafo a partir do ano de 1900. Já as primeiras filmagens realizadas no Paraná eram produzidas por cineastas estrangeiros, que abordavam o cotidiano da sociedade, como paradas militares e comemorações cívicas, a natureza exuberante, como as Cataratas do Iguaçu e até a Estrada de Ferro Curitiba-Paranaguá, na Serra do Mar. Annibal Requião foi o pioneiro do cinema paranaense, considerado o patrono do cinema no Paraná. O cineasta registrou em 1907 o desfile comemorativo ao aniversário da República no dia 15 de novembro. Outros pioneiros foram João Groff, José Cleto, Arthur Rogge e Hikoma Udihara.

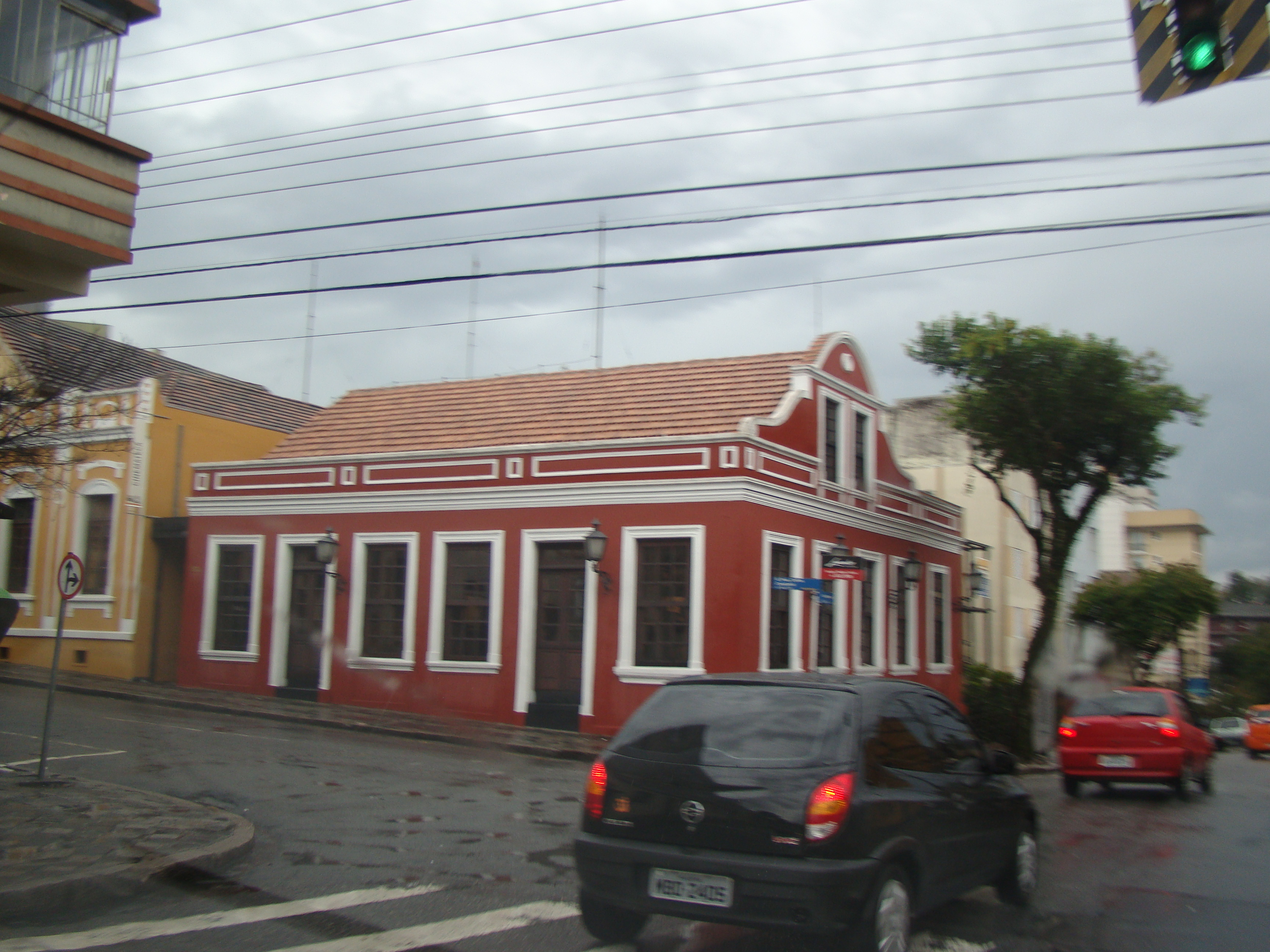
Cinemateca de Curitiba.

A partir da década de 1930 o Paraná sofre forte influência da atuação do Departamento de Imprensa e Propaganda do Paraná (DIP), predominando produções para o Governo do Estado, como os cinejornais estatais e cenas de registros de eventos oficiais. Já na década de 1940 Eugênio Felix, proprietário da produtora chamada Companhia Cinematográfica Paranaense, implantou o primeiro laboratório com som no Paraná e, como muitos cinegrafistas da época, também trabalhou para o DIP, e foi um dos principais realizadores dos cinejornais locais. Na década de 1950 o destaque foi Wladimir Kosak e na década de 1960, Sylvio Back. A partir da década de 1970 teve um aumento significativo de cineastas e de produções cinematográficas. Em abril de 1975 foi realizado em Curitiba o I Festival Brasileiro do Filme Super-8. Outro festival que permitiu o intercâmbio de informações e consolidação do movimento paranaense foi a Mostra Nacional de Filme em Super-8, da Escola Técnica Federal do Paraná, com apoio da Cinemateca de Curitiba. Já em 1976 é fundada, em Londrina, a Associação Londrinense de Cineastas Amadores - ALCA. Nos anos de 1980, é sentida a modernização do setor e o cinema documentário paranaense passa a não se ater apenas ao descritivo, mas também se voltando ao posicionamento político, à denúncia e ao questionamento.

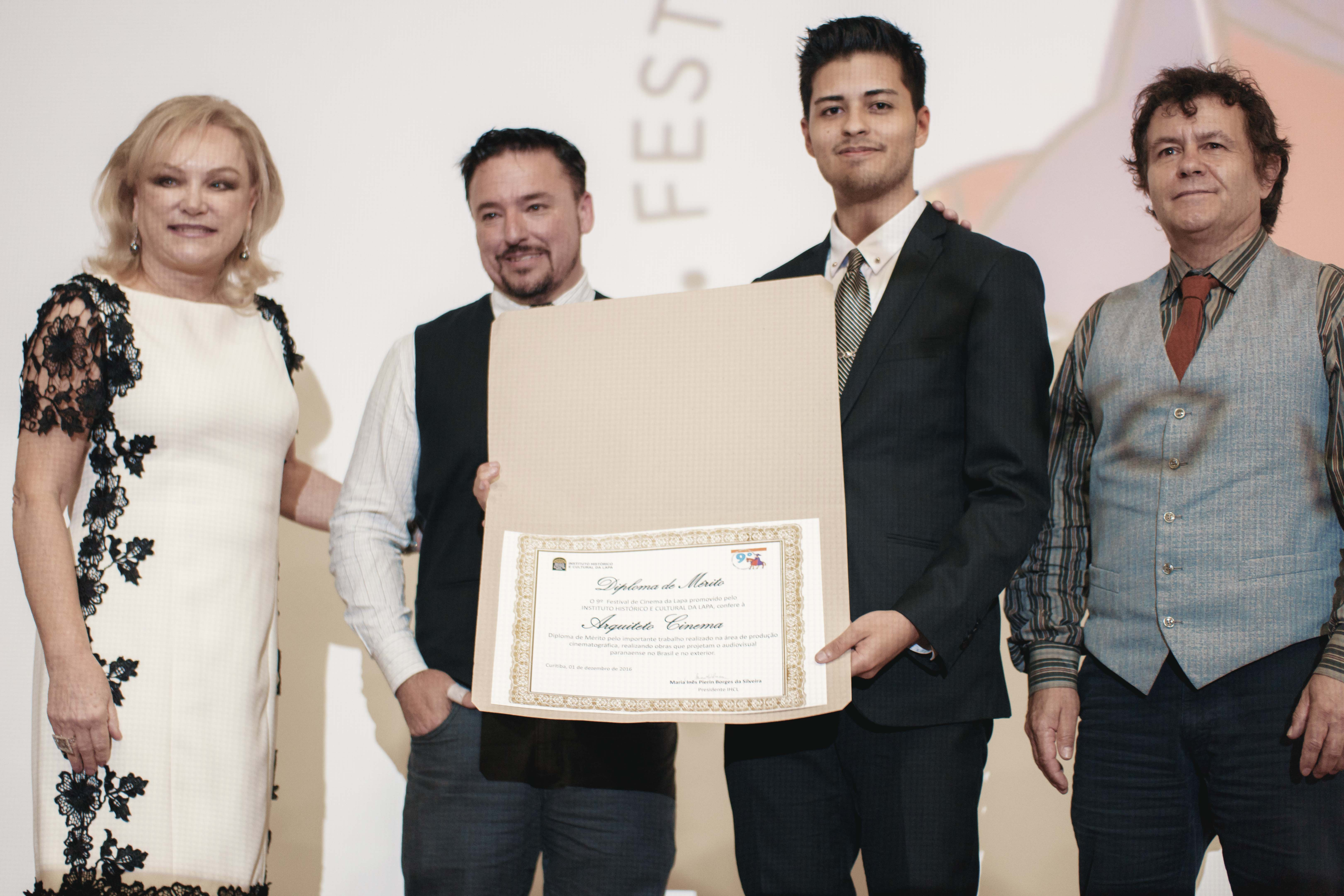
Festival de Cinema da Lapa em 2016.

Na década de 1990 o Paraná começa a produzir filmes com a criação de leis de incentivo. Além dos incentivos fiscais, a mão de obra também começou a se profissionalizar com a criação de cursos livres de cinema, como a Academia de Artes Cinematográficas - Artcine (1998), O Núcleo de Cinema da PUC (1993), o Curso Especialização de Cinema da Universidade Tuiuti do Paraná (1996) e as oficinas de cinema do Festival de Cinema e Vídeo de Curitiba (1996). Também no interior do Estado, como em Londrina, Maringá, Umuarama e Cascavel. Alguns eventos ajudaram a difundir o cinema no estado e acabaram consolidando-se, como o Festival de Cinema da Bienal Internacional de Curitiba, o Festival de Cinema da Lapa, o Festival de Cinema de Maringá e a Mostra Londrina de Cinema. Em 2019 um levantamento mostrou que apenas 30 cidades paranaenses possuíam salas de cinemas, sendo 55 complexos cinematográficos e 200 salas de exibição. A maioria dos cinemas estão concentrados em Curitiba, que tinha cerca de 81 salas. O setor tem crescido nos últimos anos no Paraná, já que em 2011, por exemplo, havia 152 salas de cinema em 25 municípios.

## Patrimônio cultural, instituições e bibliotecas
A Universidade Federal do Paraná foi criada em 1912, e a Pontifícia Universidade Católica do Paraná, em 1959. As demais universidades públicas também contribuem significativamente com a cultura paranaense, são elas: Universidade Tecnológica Federal do Paraná, Universidade Federal da Fronteira Sul, Universidade Federal da Integração Latino-Americana, Universidade Estadual do Centro-Oeste, Universidade Estadual de Londrina, Universidade Estadual de Maringá, Universidade Estadual de Ponta Grossa, Universidade Estadual do Norte do Paraná, Universidade Estadual do Oeste do Paraná e Universidade Estadual do Paraná.
Dos museus que existem no estado, o principal é o Museu Paranaense, em Curitiba, criado em 1876 pelo historiador Agostinho Ermelino de Leão, com coleções históricas, etnográficas e arqueológicas, além de sua biblioteca especializada. Outra instituição de importância é o Museu Coronel Davi Antônio da Silva Carneiro, também na capital. O Patrimônio Histórico e Artístico Nacional tombou suas coleções, como as do Paranaense. Seu acervo tem peças arqueológicas, etnográficas e numismáticas. Outros museus de relevância para o patrimônio cultural do Paraná são o Museu do Tropeiro, em Castro, o Museu Campos Gerais, em Ponta Grossa, o Museu Histórico de Londrina, o Museu Visconde de Guarapuava, a Casa da Memória do Parque Histórico de Carambeí, a Casa Fazenda Cancela, na Colônia Witmarsum, a Casa Lacerda, na Lapa. Em Paranaguá, dois museus movimentam visitantes: o Museu de Arqueologia e Artes Populares, vinculado à Universidade Federal do Paraná e que opera no antigo Colégio dos Jesuítas, e o do Instituto Histórico e Geográfico de Paranaguá.
O Patrimônio Histórico também catalogou, no estado, vários monumentos arquitetônica e historicamente valiosos, como a igreja matriz de São Luís, em Guaratuba, a casa na qual faleceu o general Carneiro, em Lapa, a histórica residência dos jesuítas, e a fortaleza de Nossa Senhora dos Prazeres, na ilha do Mel, em Paranaguá.
As maiores bibliotecas encontram-se em Curitiba: a Biblioteca Pública do Paraná, a do Museu Paranaense, as da UFPR e a da PUCPR em Curitiba. Há também bibliotecas especializadas, como a Gibiteca de Curitiba no Centro Cultural Solar do Barão, a do Instituto Paranaense de Assistência Técnica e Extensão Rural, que possui um grande acervo relacionado com tecnologias agrícolas, e a do Sindicato e Organização das Cooperativas do Estado do Paraná, especializada em assuntos relacionados com o cooperativismo.

## Festivais, eventos, feriados e símbolos estaduais
A quantidade de eventos artístico-culturais paranaenses é riquíssima e variada. Tanto na capital como no interior há diversas festas e celebrações que formam as diferentes manifestações culturais do estado. Há eventos folclóricos, étnicos, gastronômicos, religiosos, carnavalescos, esportivos, além de eventos mais específicos como festivais, cavalgadas, festas juninas e natalinas. Inúmeras tradições populares, porém, estão em vias de desaparecer ou desapareceram no Paraná, como as festas de São Gonçalo, o Boi de Mamão, o Pau-de-Fita. As Folias de Reis são um bom exemplo desse fenômeno, são hoje pequenas rememorações praticadas pelos mais velhos em alguns municípios, com o desinteresse das gerações mais novas.
Uma das principais festas populares no Paraná é a Festa Estadual de Nossa Senhora do Rocio, celebrada dia 15 de novembro, Dia de Nossa Senhora do Rocio, a data é um feriado estadual paranaense. O evento é a maior festa religiosa do Sul do Brasil e a terceira maior do país, a festa da padroeira do Paraná já concentrou 200 mil pessoas em Paranaguá, realizando a segunda maior procissão do Brasil, atrás apenas do Círio de Nazaré. 
Outros festivais que se destacam a nível estadual são: Münchenfest em Ponta Grossa; Fespop em Santa Terezinha de Itaipu; o Festival Internacional de Música de Londrina; o Festival de Dança de Cascavel; o Festival de inverno de Antonina;Festa do Carneiro no Buraco em Campo Mourão; a Oktoberfest de Marechal Cândido Rondon e Rolândia; a Festa Nacional do Charque; as cavalhadas de Guarapuava e o  Festival de Primavera - Haru Matsuri em várias cidades. Atraem ainda considerável interesse as feiras agropecuárias de grande porte, em especial a Expovel e a Expo Londrina.
Algumas festas religiosas populares no Paraná são: a festa de Nossa Senhora da Luz e as procissões de Corpus Christi, em Curitiba, a Festa de Nossa Senhora de Czestochowa, a Congada da Lapa, de procedência africana e em honra a São Benedito, na cidade de Lapa e a Festa de Nossa Senhora das Brotas, que é realizada desde 1880, com procissões e celebrações religiosas em Piraí do Sul..
Os símbolos oficiais do estado do Paraná são: a bandeira, o brasão e o hino. Além disso, outros símbolos representam a cultura do estado, como símbolos da fauna e flora. A gralha-azul é a "ave símbolo" do Paraná de acordo com a Lei Estadual n. 7957 de 1984. Já a Araucária (nome científico: Araucaria angustifolia), popularmente conhecida como pinheiro-do-paraná, é considerada a "árvore símbolo" do estado.
O Paraná não possui data magna. Em 2014 foi apresentado e aprovado na Assembleia Legislativa do Paraná uma lei que instituía a dissolução do polêmico feriado da emancipação política do estado, passando a ser ponto facultativo. O feriado não era cumprido pelas empresas públicas e particulares.